# Jacob Praetorius der Ältere
Jacob Praetorius der Ältere (* um 1520 in Magdeburg; † 1586 in Hamburg) war ein deutscher Organist und Komponist.

## Leben
Über Praetorius’ Leben ist nur wenig bekannt. Noch in der Magdeburger Zeit ist er als Vertreter des reformierten Bekenntnisses nachgewiesen. Wahrscheinlich erfuhr er in seiner Heimatstadt Unterricht von Martin Agricola. Von 1555 bis zu seinem Tod ist Praetorius als Organist und Kirchenkomponist an zwei Hamburger Kirchen, nämlich Sankt Jacobi und Sankt Gertrud, nachweisbar. Jacob Praetorius ist der Vater von Hieronymus Praetorius.

## Werke
Praetorius veröffentlichte die Musiksammlung Opus musicum excellens et novum (1566), die 204 Vokalwerke von deutschen und niederländischen Komponisten enthält, aber auch 6 Vokalwerke von Josquin Desprez aufnimmt. Die geistlichen Werke sind bis auf ein deutsches Te Deum in Latein verfasst und in vier Teilen mit jeweils drei unterschiedlichen musikalischen Gattungen angeordnet. Die Sammlung umfasst 43 Hymnen, 36 Responsorien, 25 vier- bis sechsstimmige Messen, 24 Magnificat- und 23 Psalmvertonungen, 19 Introiten sowie weitere liturgische Stücke. Nur eines dieser Werke – ein Te Deum a 4 – wurde mit Sicherheit von Jacob Praetorius selbst komponiert; lediglich der erste von vier Teilen ist überliefert. Außerdem veröffentlichte Praetorius eine Choralsammlung (1554).
Weiterhin ist ein Veni in hortum meum a 4 erhalten, das entweder von ihm selbst oder von Jacob Praetorius d. J. stammt. Orgelmusik ist von Jacob Praetorius I nicht erhalten.